# Tierna (Adelsgeschlecht)

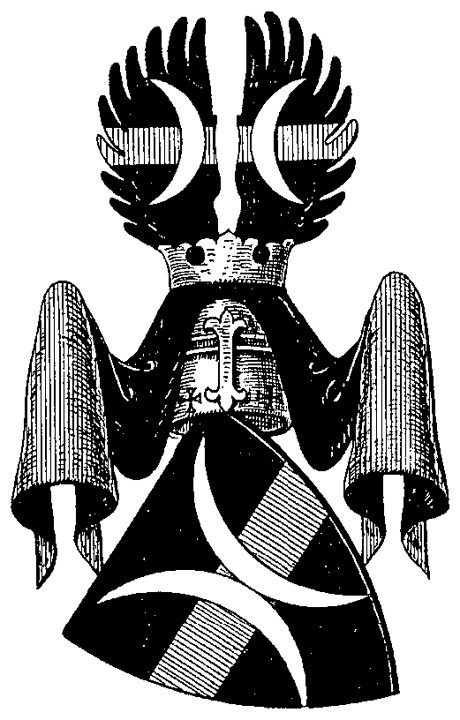
Wappen derer von Tierna

Das Adelsgeschlecht derer von Tierna, auch Tirna oder Tyrna, trägt seinen Namen von einer abgekommenen Burg in der Ortschaft Oberthürnau, die heute Teil der Stadtgemeinde Drosendorf-Zissersdorf im Bezirk Horn im Waldviertel in Niederösterreich ist.

## Geschichte
Das Adelsgeschlecht tritt urkundlich erstmals 1326 mit Ulrich von Tierna auf, zählt daher zum niederösterreichischen ritterlichen Uradel und erwarb im 14. Jahrhundert zahlreiche Herrschaften und Burgen in Niederösterreich.
Zugleich zählten die Tierna im 14. und 15. Jahrhundert zu den einflussreichsten und vermögendsten Patrizierfamilien der Stadt Wien, wo Mitglieder der Familie zwischen 1348 und 1364 mehrfach das Amt des Bürgermeisters und des Stadtrichters ausübten und zahlreiche bedeutenden Höfe und Liegenschaften besaßen. Darüber hinaus übten die von Tierna auch wichtige Funktionen im Dienst der Herzoge von Österreich aus, denen sie als Kreditgeber und als Hofmeister, vor allem aber als Münzmeister und Hubmeister dienten, was nicht unwesentlich dazu beitrug, dass sie in kurzer Zeit einen außerordentlichen Reichtum erlangten.
An sie erinnert die von ihnen um 1358/1362 errichtete Kapelle in der Nordwestecke des Stephansdomes, die über 100 Jahre als „Tiernakapelle“ bekannt war und heute Prinz-Eugen-Kapelle genannt wird, wobei das Wappen der von Tierna auf der Außenseite des Domes seit über 600 Jahren gleich dreifach an ihre Stiftung erinnert.

## Bedeutende Vertreter
- Friedrich von Tierna war Herr auf Rauhenstein[2] und Sierndorf[3], Bürgermeister von Wien 1348 und 1349 – dem Jahr der großen Pest in Wien, durch die die Bevölkerung außerordentlich litt, wobei ganze Häuser und Straßen ausstarben – und neuerlich im Jahre 1352.[4][5]
- Hans von Tierna war 1346 Stadtrichter von Wien, und 1362 bis 1364 Bürgermeister von Wien, wobei 1364 der kinderlos gebliebene Herzog Rudolf IV. von Österreich mit seinen Brüdern Albrecht III. und Leopold III. die Herrschaftsverhältnisse in den habsburgischen Ländern nach seinem Tod durch die Rudolfinische Hausordnung regelte. Weiters war er 1354 bis 1378 (mit kurzen Unterbrechungen) herzoglicher Münzmeister und zwischen 1356 und 1388 (ebenfalls mit kurzen Unterbrechungen) herzoglicher Hubmeister und stieg 1365 zum herzoglichen Hofmeister auf. Nach dem Tod von Herzog Rudolf IV. im Jahre 1365 spielte er eine wichtige Rolle, weil die Herzöge Albrecht III. und Leopold III. beim Tod ihres Bruders Rudolf IV. so schwer verschuldet waren, dass ihnen Johann von Tierna mehrfach Geldmittel vorstrecken musste,[6] und die beiden Herzöge sich schließlich gezwungen sahen, von 1370 bis 1374 die Landesverwaltung des Herzogtums Österreich einem Konsortium von Experten zu übertragen, dem neben dem herzoglichen Hofmeister Hans von Liechtenstein auch Hans von Tierna angehörte.[7] Hans von Tierna starb 1388 vor dem 17. Mai in seinem Haus am Hohen Markt 8 und hinterließ sieben Kinder.[8] Im Jahre 1382 wurden die Söhne des Hans von Tierna – aus unbekannter Ursache – in Böhmen gefangen genommen. Als sie nach Wien gebracht wurden, ließ sie Herzog Albrecht III. auf die Burg Kreuzenstein bringen, wo sie ein ganzes Jahr eingekerkert blieben. Einer von ihnen verfiel dem Wahnsinn, die anderen ließ man später frei.[6] Die Söhne von Hans I., Rudolf von Tierna und Ludwig von Tierna, gerieten Ende des 14. Jahrhunderts in finanzielle Schwierigkeiten und mussten Teile ihrer Besitzungen veräußern.[8]
- Johann II. von Tierna war Mitglied des Inneren Rates und Münzmeister zu Wien, der wohl von dem neuen Stadtrecht von Wien betroffen war, das 1396 nach dem Tod von Herzog Albrecht III. von dessen Sohn Albrecht IV. und dessen Cousins, den Söhnen von Herzog Leopold III. beschlossen worden war, da es die bevorzugte Stellung des städtischen Patriziats – den mit Liegenschaften ausgestatteten Erbbürger – beendete, indem nunmehr auch den Bürgern, die keinen Grundbesitz in der Stadt hatten, d. h. sämtlichen Kaufleuten und Handwerkern, zum Nachteil der eingesessenen Bürgergemeinde der Grund- und Hausbesitzer, den Eintritt in den Stadtrat öffnete. Immerhin wurden diese zugleich auch zur Zahlung der Stadtsteuer verpflichtet.[9] Johann II. von Tierna tritt urkundlich zuletzt 1397 auf.
- Rudolf von Tierna Herr auf Ebreichsdorf, Enzersdor an der Fischa, Falkenstein., Karlstein an der Thaya, Sierndorf und Weikersdorf., herzoglicher Hubmeister in Österreich, urkundlich bis 1406. Offen ist daher, ob er noch die auf Anordnung von Herzog Leopold am 11. Juli 1408 erfolgte Enthauptung des Bürgermeisters von Wien, Konrad Vorlauf und der Stadträte Hanns Rock und Konrad Rampersdorfer auf dem Schweinemarkt (dem heutigen Lobkowitzplatz) miterlebt hat, die sich der Politik des Herzogs Leopold widersetzt hatten.[10] Die Familie zog es jedoch in der Folge vor, das ruhigere Leben von Landadligen zu führen, statt sich den Schwankungen herzoglicher Gunst und dem politischen Streit in Wien auszusetzen.
- Ein anderer Rudolf von Tierna starb 1478 als Letzter seines Hauses in Wien.[11] Er lebte in unruhigen Zeiten, da es zwischen Kaiser Friedrich III. und Herzog Albrecht VI. 1460/61 zum Bruderkrieg kam, in Niederösterreich Fehderitter- und Bandentum eine Landplage war, Kaiser Friedrich III. im November 1462 von den Wienern in der Hofburg in Wien belagert wurde und 1468 der König von Böhmen mit seinem Sohn Victorin in Niederösterreich einmarschierte, worauf sich Kaiser Friedrich III. gezwungen sah, Niederösterreich an den ungarischen König Matthias Corvinus zu verpfänden, der selbst kurz darauf unter einem Vorwand die Grenze überschritt und nur gegen die Anerkennung als König von Böhmen und eine „Kriegsentschädigung“ von 100.000 Gulden Frieden schloss und das Land wieder verließ.[12] Zum Trost konnte sich Rudolf von Tierna zwischendurch wohl an den damals ganz populären Bauern- und Pfaffenschwänken des Neithart Fuchs erfreuen.[13] Die Familie erlosch in männlicher Linie jedoch erst mit Konrad von Tierna, Domherr zu Passau, der im Jahre 1492, d. h. im Jahre der Entdeckung Amerikas durch Christoph Kolumbus, verstarb.

## Besitz

### Besitz in Niederösterreich
Die Familie verfügte in Niederösterreich über bedeutenden Besitz an Schlössern und Herrschaften.

#### Schloss Ebreichsdorf

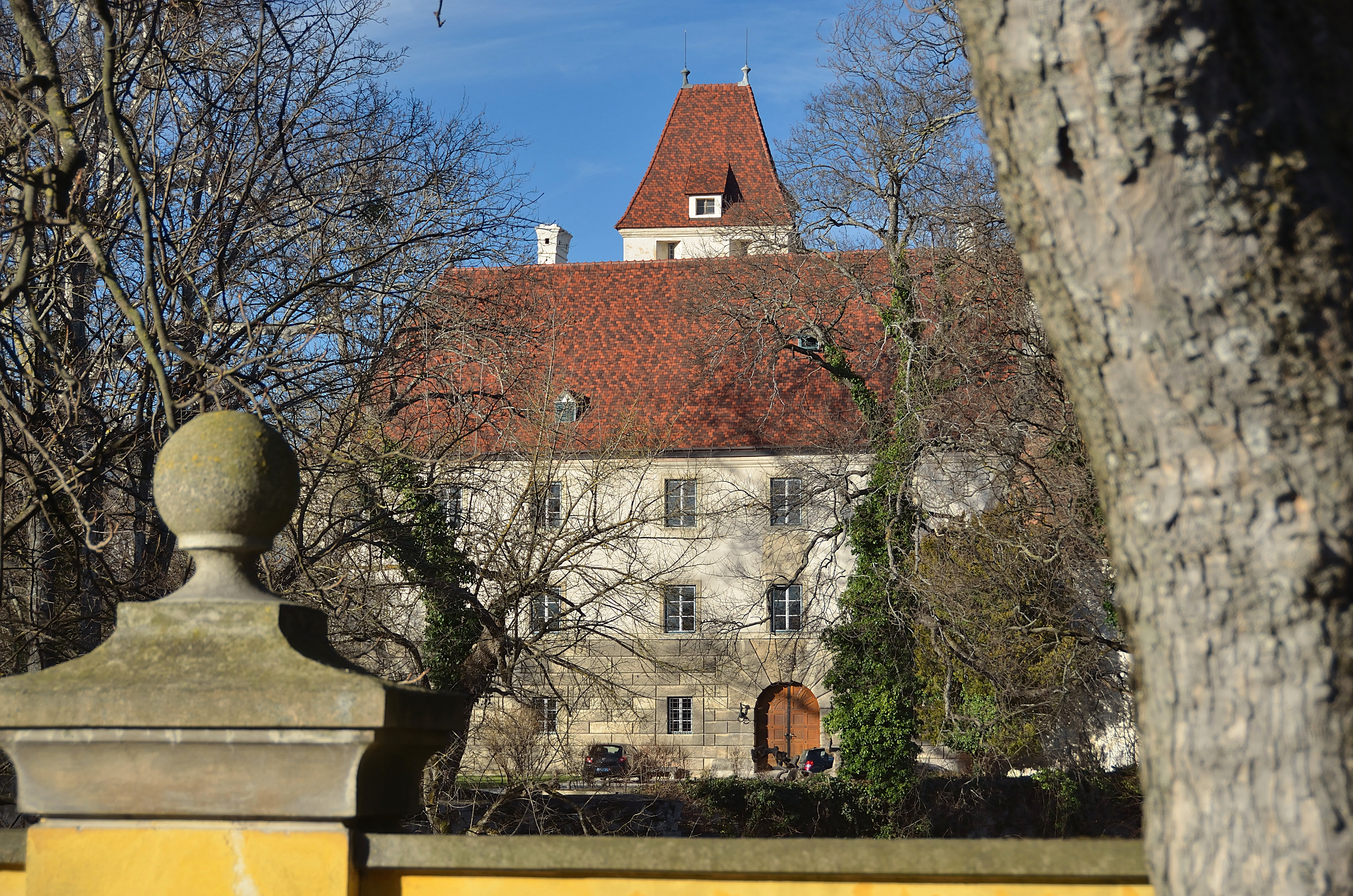
Ebreichsdorf Castle 12

Gemeinsam mit den benachbarten Burgen Ebenfurth und Pottendorf zählte Ebreichsdorf zu der Kette von Wehrbauten, die das Wiener Becken vor Einfälle aus dem Osten schützen sollte. 1328 waren Ulrich II. von Pergau und sein Bruder Berthold die Besitzer der Herrschaft. Von diesen erwarb die ritterliche Wiener Ratsbürgerfamilie von Tierna Herrschaft und Schloss in der zweiten Hälfte des 14. Jh. Rudolf von Tierna gilt als Stifter der Schlosskapelle. Wegen hoher Schulden musste er 1393 die Burg dem Wiener Schottenstift übergeben. Danach folgten die Herren von Walsee.

#### Falkenstein

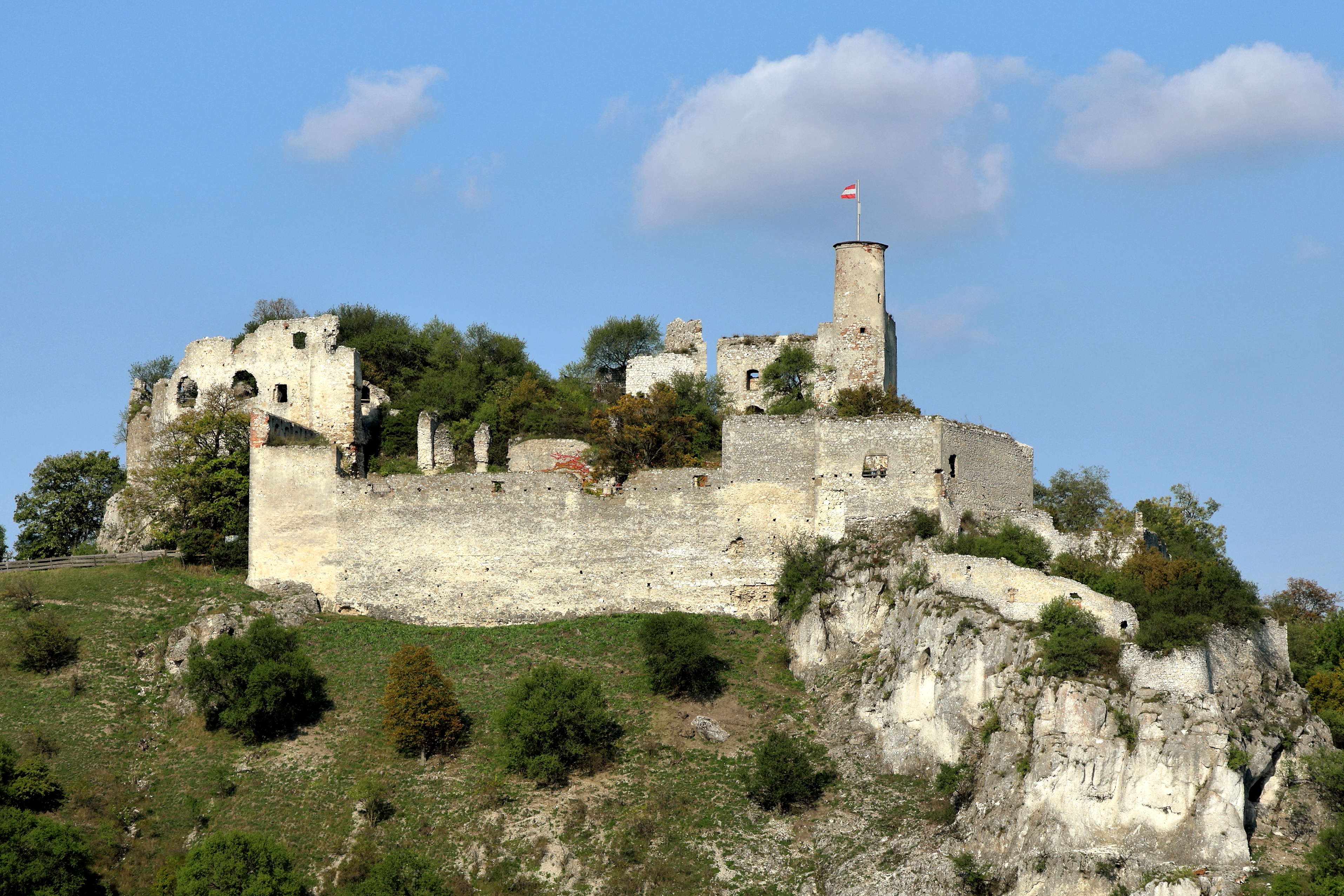
Burg Falkenstein im Weinviertel

Die um 1050 gegen Einfälle aus Böhmen auf einer Kalkklippe errichtete Burg Falkenstein, die erst 1379 gesichert erwähnt wird, war ein landesfürstliches Lehen, wobei die von Tierna noch im 15. Jahrhundert als Pfandherren erwähnt werden. 1578 wurde der Besitz für Paul Sixtus III. Freiherrn von Trautson zu einer freien Grafschaft erhoben.

#### Karlstein

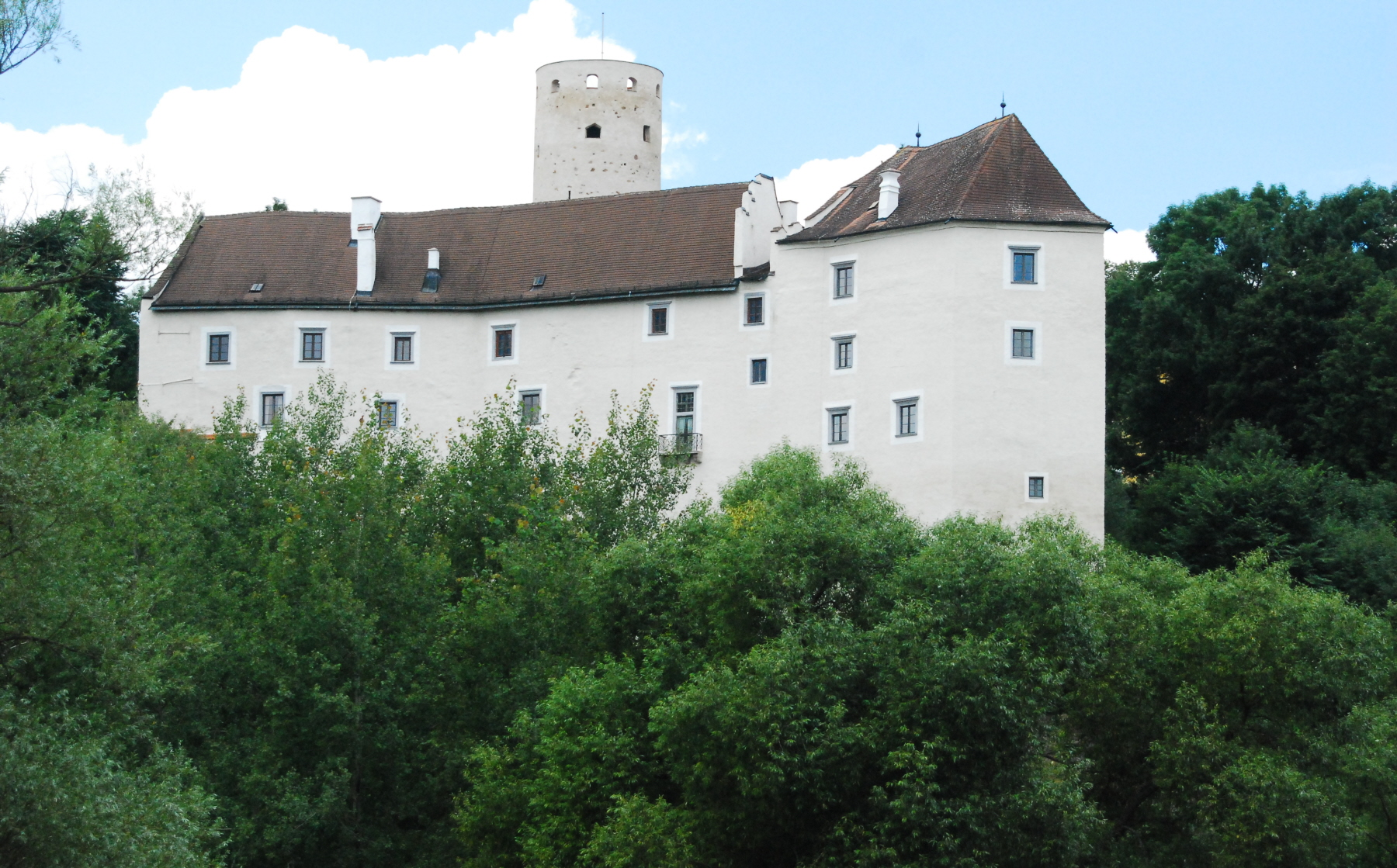
Burg Karlstein im Waldviertel

Die Burg, die sich auf einer Felsnase im nördlichen Waldviertel befindet, wird bereits 1112 urkundlich erwähnt. Sie war bis in das 16. Jahrhundert ein landesfürstliches Lehen, befand sich von der Mitte bis zum Ende des 14. Jahrhunderts im Lehensbesitz der von Tierna und gelangte über die Eheschließung der Magdalena von Tierna im Erb- und Kaufweg an die Ritter von Hauser.

#### Rauhenstein
Die im 12. Jahrhundert erbaute Burg kontrollierte die strategisch wichtige Verbindung vom Wienerwald nach dem Westen. Sie befand sich lange im Besitz der Tursen von Rauhenstein, die in männlicher Linie 1369 erloschen und gelangte so an Johann von Tierna.

#### Schloss Wildberg
Im Jahre 1382 wird Hans von Tierna als Pfandbesitzer von Schloss Wildberg in der niederösterreichischen Gemeinde Irnfritz-Messern, nordwestlich von Horn, erwähnt.

#### Burg Sierndorf

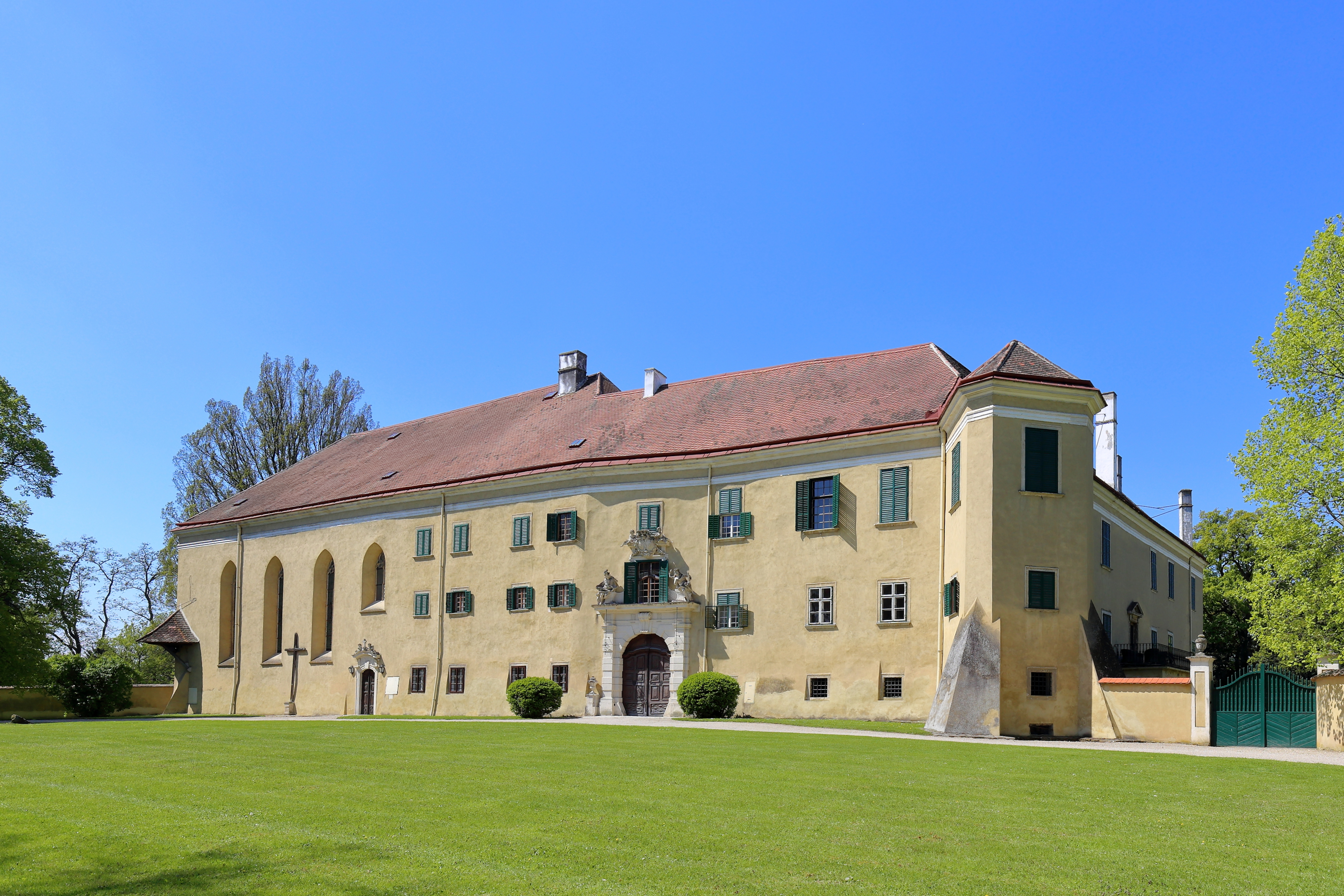
Sierndorf – Schloss

Diese heute in der gleichnamigen Marktgemeinde Sierndorf im Bezirk Korneuburg gelegene Burg erwarben die Tierna von den Herren von Sunnberg. In der Kirche erinnert noch ein kleiner Grabstein an die Familie Tierna. Nach dem Tod von Leopold von Tierna († 1461) ging Sierndorf an seine Witwe und dann an ihren zweiten Ehemann, Christoph von Malzkasten.

#### Sitzendorf an der Schmida
Sitzendorf im Weinviertel befand sich im Besitz von Johann I. von Tierna, Bürgermeister von Wien, Hubmeister von Österreich (test. 1390). Die Tierna besaßen zeitweise auch die Herrschaften Aigen, Alberndorf im Pulkautal, Enzersdorf an der Fischa, Goggendorf bei Sitzendorf an der Schmida (die Burg ist nicht mehr vorhanden), Markersdorf, Teesdorf und Schloss Weikersdorf (beide im Bezirk Baden) und hatten Höfe in Kritzendorf und Waltersdorf sowie Gülten und Bergrechte bei Klosterneuburg, Mollesdorf und Gumpoldskirchen.

### Besitz in Wien
Die Tierna hatten auch in Wien bedeutenden Besitz:

#### Der Federlhof
Er war seit alter Zeit einer der ansehnlichsten Höfe in Wien und wurde durch die von Tierna im Jahre 1338 von der Patrizierfamilie der Chriegler erworben. Das große Palais befand sich auf dem Grundstück, das heute etwa der Adresse Lugeck 7 und Rotenturmstraße 6 entspricht und hatte einen Eingang von der Bischofsgasse (heute Rotenturmstraße) und einen zweiten durch den Torweg des Turmes von der Bäckerstraße. Die von Tierna ließen zusätzlich einen Turm erbauen, der 1360 erwähnt wird, nutzten das Gebäude als Stadtresidenz, die von 1338 bis 1398 im Familienbesitz blieb. Das Gebäude verdankt seinen Namen einem viel späteren Besitzer, dem Patrizier Georg Federl, der um 1591 auch Besitzer der Herrschaft Tribuswinkel war. In diesem Gebäude sollen später zeitweise Philippine Welser († 1580 auf Schloss Ambras), eine Augsburger Patriziertochter und Ehefrau von Erzherzog Ferdinand II. von Habsburg, Landesfürst von Tirol, der berühmte Schweizer Arzt, Naturphilosoph und Alchemist, Theophrastus Bombast von Hohenheim († 1541), genannt Paracelsus und der kaiserliche Feldherr Albrecht Wenzel Eusebius von Waldstein, Herzog von Friedland bekannt als „Wallenstein“ gewohnt haben.

#### Der Margaretner Hof
Der „niedere Hof in Matzleinsdorf“, das spätere Margaretner Schloss, befand sich etwa auf der heutigen Adresse Margaretenplatz 2 und 3, wurde urkundlich erstmals 1373 beim Erwerb durch Rudolf von Tierna erwähnt und blieb bis kurz vor 1408 im Familienbesitz der von Tierna. Rudolf und Ludwig von Tierna stifteten 1395 dort eine der heiligen Margareta von Antiochia geweihte Margaretenkapelle. Der 5. Wiener Gemeindebezirk Margareten verdankt seinen Namen diesem Gutshof der Tierna am heutigen Margaretenplatz, da der um diesen Gutshof entstandene Gutsweiler im heutigen Bereich Margaretenplatz – Hofgasse – Schlossgasse den Ausgangspunkt für die Entwicklung der Vorstadt Margareten bildete.

#### Der Ledererhof
Er wurde erstmals 1341 genannt und bestand aus einer Gruppe von sieben Häusern, die sich am Ausgang der Färbergasse gegen den Platz Am Hof befanden, wobei zwei große Häuser (heute etwa Am Hof 11 und Am Hof 12) die Hauptfront gegen den Platz Am Hof bildeten. Sie wurden erst im 19. Jahrhundert demoliert. Er verdankt seinen Namen seiner Funktion als Zunfthaus und Herberge der Ledererinnung.

#### Der Kammerhof
Er war ein ansehnliches Gebäude, das im 13. und 14. Jahrhundert der landesfürstlichen Finanzverwaltung diente und das die Tierna während ihrer Zeit als herzogliche Münz- und Hubmeister als Münzstätte nutzten. Die Bezeichnung übertrug sich später auf den Platz vor dem Gebäude, der heute Wildbretmarkt heißt. Vom ursprünglichen Gebäude ist nichts mehr vorhanden.

#### Der Strohhof
Er stand zwischen dem Haus „Zum Strobelkopf“ und dem Zwettler Hof auf dem Grundstück, das etwa der heutigen Adresse Wollzeile 6–8 / Schullerstraße 1–3 entspricht. Er wird 1339 genannt, wurde von den Tierna erworben und befand sich 1388 im Besitz von Friedrich Tierna. Im Jahre 1397 vermachten es Rudolf und Ludwig von Tierna der Kirche für eine Messstiftung zu ihrem Andenken. Später befand sich in dem einstöckigen Haus vorübergehend die herzogliche Münze.

#### Das Praghaus
Das sogenannte „Praghaus“ auf dem Kienmarkt (heute Ruprechtsplatz Nr. 1 und Salzgasse Nr. 7), sollte eigentlich „Präghaus“ heißen, da es im Besitz des herzoglichen Münzmeisters Hans II. von Tierna stand, der dort die sogenannten Wiener Pfennige prägte. Er verkaufte dieses Haus 1397 an Wilhelm „den Ehrgeizigen“ Herzog von Innerösterreich († 1406), der es 1403 als Gefängnis für den Bruder von König Sigismund von Ungarn, König Wenzel von Luxemburg (König von Böhmen von 1363 bis 1419) verwendete, der 15 Monate in diesem Haus in Wien gefangen war, schließlich aber am 11. November 1403 aus dem angebauten Stall des Hauses ausbrechen und mit Hilfe des Hans von Liechtenstein über Nikolsburg nach Prag zurückkehren konnte.

#### Der Paradiesgarten
Der „Paradiesgarten“ bestand aus einem größeren Garten mit einem Haus, der sich vor dem Stubentor im „Gereut“ (heute etwa Parkring vor dem ehemaligen Gartenbaugebäude) befand und der sich urkundlich im Jahre 1371 im Besitz des Hans I. von Tierna († 1388) befand. Seine Söhne Rudolf und Ludwig von Tierna ließen das Areal um ein angrenzendes Haus und einen Stadel vergrößern, verkauften aber nach 1391 den Paradiesgarten an den herzoglichen Hofmeister Johann von Liechtenstein. Da dessen gesamter Besitz jedoch 1395 von der Regierung eingezogen wurde, fiel der Paradiesgarten an den Landesfürsten. Er wurde vermutlich nach der Ersten Türkenbelagerung von 1529 eingeebnet. An den Paradiesgarten erinnerte noch im Jahre 1597 der Name „Obere Paradeisbastei“, die Teil der Wiener Stadtmauern war.

#### Weiterer Hausbesitz
Darüber hinaus besaß die Familie Häuser in der Reisstraße, auf dem Hohen Markt, bei dem schon 1288 genannten „Rotenturmtor“ – der Stadtbefestigung am Ende der heutigen Rotenturmstraße, am Petersfreithof (einem der ältesten Friedhöfe in Wien um die alte Peterskirche – die älteste Pfarrkirche von Wien, die der Legende nach auf Karl den Großen, tatsächlich jedoch auf die Spätantike zurückgeht) sowie Häuser unter den Schlossern im Unteren Werd (in der Leopoldstadt), Fleischbänke und einen Marstall am Lichtensteg, eine Badstube im Rothgässchen, Weingärten in Sievering und Brunn am Gebirge und Burgrechte auf Häusern, Gärten und Hofstätten unter den Segnern, im Oberen Gries, unter den Fischern und vor dem Werdertor.

#### Maria-Magdalenenkloster
Die Tierna zählten auch zu den bedeutendsten Wohltätern des abgekommenen Maria-Magdalenenklosters, das angeblich schon von Friedrich II. „dem Streitbaren“ Herzog von Österreich von 1230 bis 1246, gestiftet wurde. Es lag vor dem Schottentor der Wiener Stadtmauern und hatte Eingänge von der heutigen Liechtensteinstraße und von der Währinger Straße. Im Jahre 1434 kam es dort auf Grund von Beschwerden zu einer strengen Untersuchung, worauf es den Nonnen verboten wurde, in Hinkunft „auswärtige Bäder zu besuchen“ beziehungsweise „in Gegenwart von Männern die Augen hin und her zu werfen.“ An die Tierna erinnert dort nichts mehr, da das Kloster bereits 1529, während der Ersten Wiener Türkenbelagerung verbrannte.

#### Die Tirnakapelle

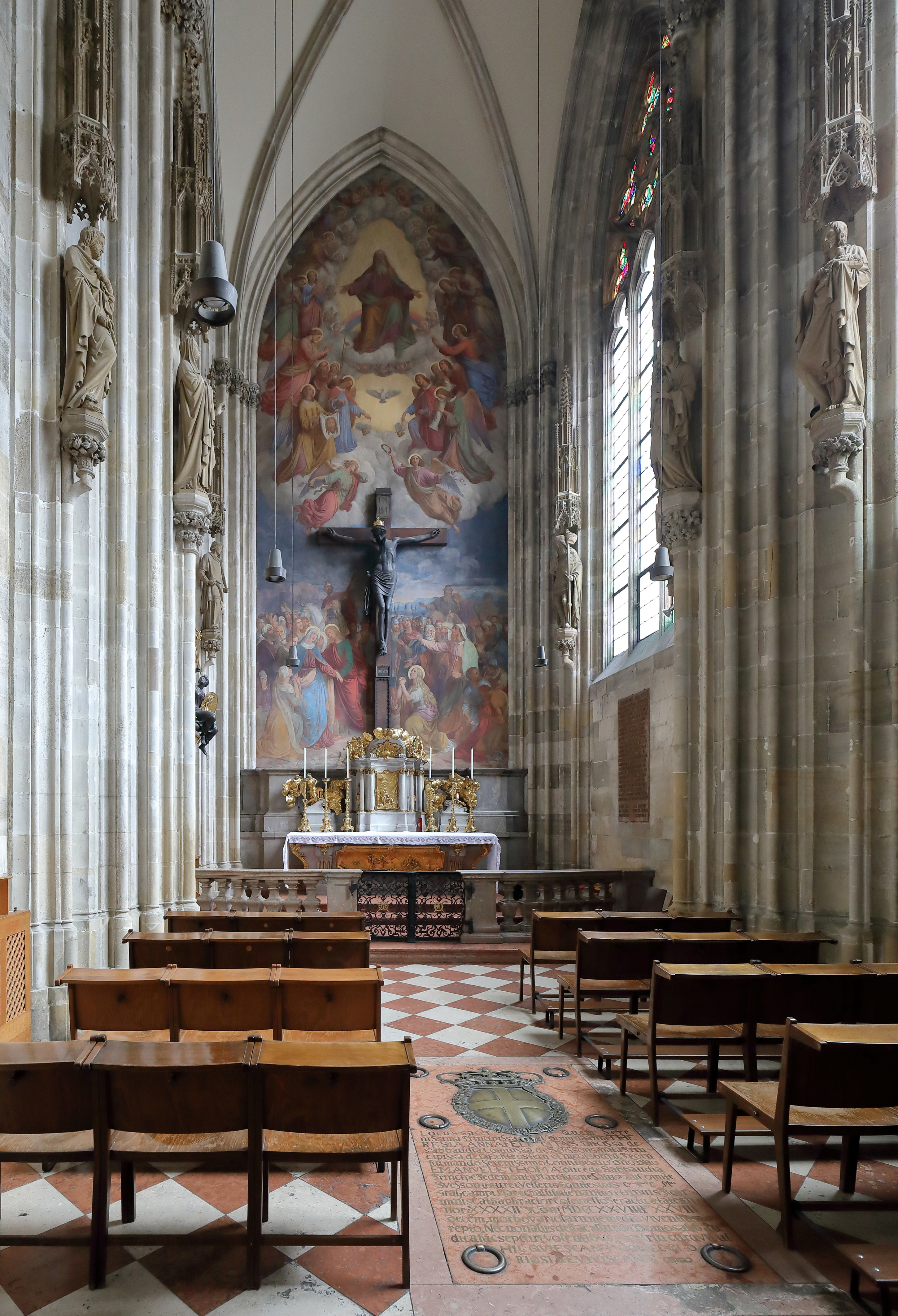
Wien – Stephansdom, Tiernakapelle, heute Prinz-Eugen-Kapelle

Ein bleibendes Denkmal hinterließ die Familie durch den um 1358/1362 erfolgten Ausbau einer Kapelle an der Nordwestecke des Wiener Stephansdoms, der im Zuge der Erweiterung der Kirche unter Herzog Rudolf IV. von Österreich (1339–1365) in gotischem Stil erfolgte. Sie gehört zu den vier Westkapellen, die zumindest, was die Mauern betrifft, noch zu Lebzeiten von Herzog Rudolf IV. fertiggestellt wurden. An der steinernen Außenfassade der Kapelle – und damit des Domes – befinden sich in Stein gemeißelt nicht weniger als drei Darstellungen des Wappens der Familie Tierna: an der Vorderfront des Doms ein Ritterhelm mit dem Wappen als Helmzier und an der Nordseite der Kapelle, wo das einfache Wappen gleich zweifach zu sehen ist – wohl um damit das Patronat der Familie Tierna auch nach außen deutlich zu machen.
Die Kapelle trug im Laufe der Geschichte verschiedene Namen. Zu Beginn wurde sie nach dem vom Haus Habsburg als Schutzpatron verehrten Heiligen Morandus († 1115) als „Moranduskapelle“ bezeichnet, da Herzog Rudolf IV. persönlich dessen Gebeine dort beisetzte. Nach der Übernahme des Patronatsrechtes über diese Kapelle durch die Familie Tierna sorgte diese für den Ausbau und investierte noch 1397 einen hohen Betrag in die Ausschmückung der nunmehr „Tiernakapelle“ genannten Kapelle als Grablege der Familie. Dort wurde unter anderem Paul von Tierna begraben, der im Jahre 1389 im Turm von St. Stephan verunglückt war. In dieser Kapelle wurde im Jahre 1478 Georg von Tierna – der Letzte seines Geschlechts – bestattet. Die Familie behielt bis zu ihrem Aussterben das Patronat über diese Kapelle, die später auch als „Kreuzkapelle“ bezeichnet wurde. Im Jahre 1717 erwarb die Familie der Fürsten von Liechtenstein das Patronat, wodurch sie „Liechtensteinkapelle“ und bald darauf „Prinz-Eugen-Kapelle“ genannt wurde, da dort neben Emanuel Thomas Herzog von Savoyen-Carignan seit 1736 der berühmte österreichische Feldherr, Prinz Eugen von Savoyen begraben ist.

## Wappen
Blasonierung: In Schwarz ein roter Balken und darüber zwei auswärtsgekehrte, silberne Mondsicheln nebeneinander. Auf dem gekrönte Helm ein schwarzer offener Flug mit dem roten Balken je mit einer nach auswärtsgekehrten, silbernen Mondsichel belegt. Die Helmdecken sind schwarz-rot.
Das Wappen findet sich auf der Außenwand des Stephansdomes in Wien gleich dreimal in Stein gemeißelt auf der von der Familie errichteten – und ursprünglich nach ihr benannten – Tierna-Kapelle, der heutigen Prinz-Eugen-Kapelle.

## Stammreihe
Ulrich von Tierna wird 1326 gemeinsam mit seiner Frau Berta und seinen Schwestern Adelheid und Elisabeth urkundlich genannt.
1. Margareta von Tierna († XII. Kalend Juli 1348), begraben in Wien bei den Minoriten.
2. Friedrich von Tierna († nach 1353), Herr auf Rauhenstein und Sierndorf, Bürgermeister von Wien 1349–1349 und neuerlich 1352, sowie 1346 und 1351 Münzmeister. Er ließ die Kirche des Maria-Magdalena-Klosters einwölben. ⚭ I. Anna Ne (cl. 1347), ⚭ 2. Margareta Ne (cl. 1354)[8][33]
  1. Johann I. von Tierna (testiert 1390), Herr auf Aigen, Alberndorf, Enzersdorf an der Fischa, Goggendorf, Karlstein, Markersdorf, Rauhenstein, Sitzendorf, Sierndorf u. Teesdorf, Ritter, herzoglicher Hubmeister und Münzmeister in Österreich, Bürgermeister von Wien 1348–1349, und neuerlich 1362–1364 ⚭ Agnes von Grub (cl. 1347 bis 1367), Tochter des Ritters Sieghart von Grub dem Älteren und der Ne. Pernauer.[34]
    1. Magdalena von Tierna cl. 1396 erhielt von ihrem Vater Anrechte auf die Herrschaft Karlstein im Waldviertel, die dadurch auf ihren Ehemann überging. ⚭ 1379 Ritter Georg Hauser(† 1429), seit 1396 Herr auf Burg Karlstein, mit der er von Wilhelm „dem Freundlichen“ († 1406), Herzog von Innerösterreich, gemeinsam mit seinen Söhnen Jobst (Jodokus) und Johann Hauser 1405 belehnt wurde. Ähnlich wie seine Schwäger, die von Tierna, spielte Jobst Hauser eine Doppelrolle, da auch er Landadeliger und zugleich von 1424 bis 1436 im Wiener Stadtrat Herzog Albrecht V. von Österreich als dessen Anwalt diente.[35]
    2. Dorothea von Tierna, ⚭ vor 8. Oktober 1388 mit Ortolf Stockhorner († 15. Juli zwischen 1408/1409), auf Schloss Stockern, Buchberg am Kamp, Plank am Kamp und Kühnring – der Stammburg der bedeutenden niederösterreichischen Adelsfamilie der Kuenringer – (heute Katastralgemeinde der Gemeinde Burgschleinitz-Kühnring im Bezirk Horn)[36]
    3. Rudolf von Tierna auf Ebreichsdorf, Enzersdorf an der Fischa, Falkenstein, Karlstein, Sierndorf und Weikersdorf, 1392 herzoglicher Hubmeister in Österreich cl. 1406, ⚭ Anna Turs von Lichtenfels (cl. 1385), eine Tochter des Johann Turs auf Lichtenfels und der Katharina von Haslau, einer Tochter des Ulrich (I.) von Haslau auf Schönkirchen und der Anna Turs von Rauheneck.[37]
      1. Johann III. von Tierna (cl. 1452).
      2. Andreas von Tierna.
      3. Anna von Tierna ⚭ 1428 Walther den Jüngeren Marschall von und zu Reichenau, († 1435).

    4. Johann II. von Tierna, Münzmeister zu Wien, (cl. 1397). Er besaß u. a. das „Praghaus“, auf dem Kienmarkt, heute Ruprechtsplatz Nr. 1 und Salzgasse Nr. 7, und verkaufte dieses Haus 1397 an Herzog Wilhelm „den Ehrgeizigen“ von Innerösterreich († 1406).[38] ⚭ Agnes von Totzenbach (cl. 1416), eine Tochter des Philipp von Totzenbach (cl. 1387, † 1394) und der Sidonia von Polheim, einer Tochter des Ritters Weichart von Polheim auf Steinhaus und der Katharina von Leibnitz.[39] Sie heiratete in 2. Ehe Martin Häusler auf Senftenegg (cl. 1416).
      1. Leopold von Tierna auf Sierndorf (cl. 1455, † 1461), ⚭ Marie Dachpeck von Greillenstein (cl. 1435, † 1482), eine Tochter des Engelbrecht Dachpeck auf Greillenstein, (cl.1435, † 1462). Sie heiratete in zweiter Ehe Christoph Malzkasten (cl. 1480), der die Herrschaft Sierndorf übernahm.
        1. Georg von Tierna, († am St. Agnestag 1478), begraben in Wien, St. Stephan.

    5. Ludwig von Tierna (cl. 1400).
    6. Katharina von Tierna, († 1433), ⚭ Ulrich (II.) von Haslau (cl. 1433) auf Burg Piberstein (siehe oben), 1421 Truchsess, 1432 Mundschenk von Herzog Albrecht V. von Österreich (seit 1438 als Albrecht II. römisch-deutscher König sowie König von Ungarn, Kroatien und Böhmen), verkauft 1428 seine Herrschaft und Feste Piberstein in Österreich ob der Enns an die Gebrüder Kaspar und Balthasar von Schallenberg um 1000 schwarze Wiener Pfennige (cl. 1433).[40]
    7. Friedrich von Tierna (cl. 1400).
    8. Konrad von Tierna (cl. 1400).
    9. Georg von Tierna (cl. 1408).
    10. Agnes von Tierna ⚭ um 1412 Ritter Johann den Jüngeren von Rohrbach auf Klingenbrunn, († am St. Pankraztag 1436), begraben in der Pfarrkirche in Haag.
    11. Paul von Tierna († 1389) (am 2. Februar oder nach dem 28. Dezember) wird im Turm von St. Stephan von einer Leiter erschlagen. Danach gab es zwischen den Familien Tierna und dem Herren Pillung (vermutlich Niclas dem Pillung von St. Gilgenberg, cl. 1384), dem Schwiegervater des verstorbenen Paul von Tierna einen Streit um etwa 1000 Pfund.[41] Er war mit Ne Pillung, einer Tochter des Niclas Pillung verheiratet, hinterließ aber keine Kinder.

  2. Mechthilde von Tierna (cl. 1354).
  3. Jakob der Ältere von Tierna, cl. 1346–1391, ⚭ Ursula Ennenkel, einer Tochter des Ritters Dietrich Ennenkel von Lenzenfeld und der Veronika Messenbeck (cl. 1289).[42]
    1. Barbara von Tierna, ⚭ Andreas von Grub auf Luftenberg, cl. 1392–1418, † vor 1456.
      1. Agnes von Grub von Luftenberg ⚭ 1441 Balthasar von Schallenberg auf St. Ulrich, Piberstein etc., herzoglicher Pfleger und Landrichter zu Waxenberg, († 4. Mai 1457) (Stammvater der bis heute blühenden Grafen von Schallenberg).[43]

    2. Paul von Tierna.
    3. Matthias von Tierna (cl. 1408), ⚭ Ne von Prandtner.
      1. Margaretha von Tierna, † vor 1458, ⚭ nach 1438 Ritter Pilgrim Walch dem Älteren auf Prandegg (im Bezirk Freistadt im Mühlviertel), Arbing und Joching, Ritter, Verweser der Landeshauptmannschaft in Österreich ob der Enns, († auf Prandegg, Dienstag nach Christi Himmelfahrt 1493, begr. Pfarrkirche Zell). Er heiratete vor 1458 in 2. Ehe Margarethe von Schallenberg († 1498), eine Tochter des Balthasar von Schallenberg auf Escheldorf, Nussbaum, St. Ulrich und Piberstein und der Agnes von Grub auf Luftenberg an der Donau, Prandegg am St. Lukastag 1498, begraben in der Pfarrkirche Zell (siehe oben: eine Tochter der Barbara von Tierna). Die Familie Walch von Prandegg erlosch in männlicher Linie um 1534,[44] Tierna-Nachkommen gab es u. a. über Katharina von Walch, eine Tochter aus 2. Ehe, die 1499/1506 mit dem Ritter Reinprecht von Sinzendorf, auf Achleiten Feyregg etc. verheiratet war.[45]
      2. Thomas von Tierna (cl. 1440, † vor 1464), ⚭ Elisabeth von Rohrbach auf Ober-Hauzenthal (cl. 1489), war Hofmeisterin der kaiserlichen Prinzessin Kunigunde (Schwester von Kaiser Maximilian I.) und Tochter des Ritters Ulrich von Rohrbach und der Anna von Lasberg. Sie heiratete in zweiter Ehe 1464 Johann d. J. von Pellendorf († 1474).
        1. Jakob der Jüngere von Tierna ⚭ Margareta Grabner (cl. 1499), Tochter des Georg Grabner auf Joslowitz und der Gertrud Kälberharter. Sie heiratete in 2. Ehe 1492 Ritter Reinprecht Sinzendorfer auf Achleiten, Feyregg u. Friedau († 1533)
        2. Konrad von Tierna († 1492), Domherr zu Passau, der zweifellos von dem Streit zwischen Kardinal Georg Hessler, dem von Kaiser Friedrich III.  vorgeschlagenen und von Papst Sixtus IV. geweihten Fürstbischof von Passau, und dem vom Domkapitel gewählten Gegenbischof Friedrich Mauerkircher betroffen war, da Kardinal Hessler das Bistum Passau gewaltsam in Besitz nahm, jedoch nur von 1480 bis 1482 regierte, worauf Friedrich Mauerkirchner von 1482 bis 1485 als Fürstbischof nachfolgte. Konrad von Tierna starb 1492 als letzter männlicher Vertreter seiner Familie.

    4. Ne von Tierna, ⚭ Johann Würfel der Ältere, Ritter, auf Rodaun (cl. 1400). Dessen Familie zählte wie die Tierna zu den ritterlichen Patriziern der Stadt Wien, da dessen Bruder Paul Würfel 1396–1397, 1401–1403 und 1404–1405 ebenso Bürgermeister von Wien war wie zwei seiner Onkel, Heinrich Würfel 1353 und Nikolaus Würfel der Ältere, der von 1368 bis 1370 als Bürgermeister amtierte.[46]